# Free for All (comédie musicale)
Pour les articles homonymes, voir Free for All.
Free for All est une comédie musicale américaine d'Oscar Hammerstein II et Laurence Schwab, sur une musique de Richard A. Whiting et des paroles d'Oscar Hammerstein II. Elle a été créée à Broadway en 1931.

## Synopsis
Le fils d'un millionnaire californien est envoyé dans le Nevada pour se former dans une mine de cuivre

## Liste  des chansons
- I Love Him, the Rat
- Free For All
- The Girl Next Door
- Living in Sin
- Just Eighteen
- Not That I Care
- Slumber Song
- When Your Boy Becomes a Man
- Tonight
- Nevada Moonlight

## Distribution originale
- Charles Althoff : Mr. Vergil Murgatroyd
- Seth Arnold : Pete Webera Nevada Sheriff
- Lilian Bond : Marie Sinnot
- G. Pat Collins : Terence Canavan
- Edward Emery : Stephen Potter, Sr.
- Dorris Groday : Joan Summer